# 오시마 지청 (도쿄도)

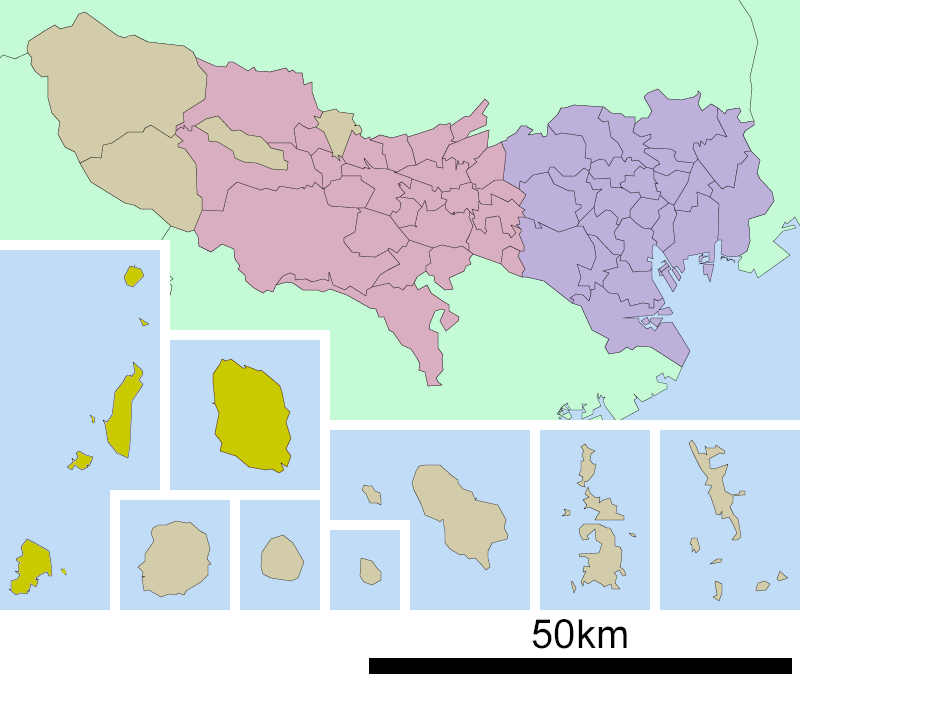
오시마 지청의 위치

오시마 지청(일본어: 大島支庁, おおしましちょう)은 도쿄도의 지청이다. 기구는 도쿄도 총무국에 속한다.
지청은 이즈 제도의 다음 정과 촌을 포함한다.
- 오시마정
- 도시마촌
- 니지마촌
- 고즈시마촌

## 역사
- 1900년: 오시마 도청이 설립되었다.
- 1920년: 도시마, 니지마(시키네섬 포함), 고즈섬, 미야케섬, 미쿠라섬의 도역소가 폐지되었다. 이들 섬을 관할하는 오시마 도청이 설치되었다. 미야케섬과 니지마에는 출장소가 설치되었다.
- 1926년: 오시마 도청이 오시마 지청으로 개칭되었다.
- 1943년: 미야케 출장소가 미야케 지청으로 분리, 독립되었다.